# Hvem er hun? (film fra 1916)
 For alternative betydninger, se Hvem er hun?. (Se også artikler, som begynder med Hvem er hun?)
Hvem er hun? er en dansk stumfilm fra 1916 med instruktion og manuskript af Emanuel Gregers. Filmen er baseret på kriminalromanen Behind Closed Doors (1888) af Anna Katharine Green.

## Handling
Denne artikel mangler et handlingsreferat. Hjælp os med at skrive det.

## Medvirkende
- Bertel Krause - H.E. Taylor
- Gerda Christophersen - Fru Taylor
- Nathalie Krause - Evelyn, Taylors datter
- Jon Iversen - Dr. Grey, Evelyns mand
- Emanuel Gregers - Detektiven Fox
- Viggo Wiehe - Dr. Clark
- Charles Løwaas - Præst
- Viggo Larsen
- Jørgen Lund